# فجحان هلال المطيري
فجحان هلال الديحاني المطيري، (1933 - 1975) مدير دائرة التشريفات في الديوان الأميري ورئيس سابق لديوان المحاسبة الكويتي.

## السيرة الذاتية
ولد فجحان هلال بن فجحان بن مفيز المطيري في الكويت من عام 1933 وتوفي والده تاجر الؤلؤ الشهير هلال فجحان المطيري بعد ولادته بخمس سنوات ، دخل المدرسة الشرقية وتخرج منها ، ومنها مارس هوايته الرياضية لاعبا لكرة السلة في نادي القادسية وظل يدعم النادي ماليا ومعنويا حتي لحظة وفاته ، ثم سافر الي القاهرة ليدخل جامعة القاهرة - كلية التجارة - وتخرج منها عام 1960 ، وبعد تخرجه عين في وزارة المالية ثم انتقل الي الديوان الأميري وتدرج بالسلم الوظيفي حتي أصبح مدير دائرة التشريفات في الديوان الأميري سنة 1961، ثم أصبح وكيل وزارة مساعد في ديوان المحاسبة الكويتي سنة 1964 ، وأستقال من الديوان سنة 1966 ، وتفرغ للعمل الصحفي وأسس مؤسسة المرزوق الصحفية سنة 1965 ( نسبة الي عائلة زوجته غنيمة المرزوق ) ، وأصبح عضواً في مجلس إدارة مؤسسة الخطوط الجوية الكويتية، وعضواً في مجلس إدارة شركة الصناعات البترولية ، وعاد الي العمل الحكومي ليترأس ديوان المحاسبة الكويتي في الفترة ما بين 30 يناير 1974 و26 ديسمبر 1974.

## مواقفه السياسية
من أهم مواقف فجحان هلال المطيري السياسية هو عندما انضم الي عدد من مرشحي مجلس الأمة الكويتي ووقع علي عريضة بسبب قولهم بأن الحكومة قد زورت الانتخابات، وقد رفض عدد منهم عند فوزهم المقعد النيابي وذلك في انتخابات مجلس الأمة الكويتي 1967.

## وفاته
توفي فجحان هلال المطيري في أبريل من عام 1975 اثناء رحلة قنص في بادية الكويت ، حيث داهمته ذبحة صدرية توفي بعدها علي الفور عن عمر ناهز ال42 عام.

## أماكن سميت باسمه
- صالة فجحان هلال المطيري - نادي القادسية